# Regió de l'Egeu (estadística)
La regió de l'Egeu (TR3) és una de les 12 regions estadístiques de Turquia.

## Subregions i províncies
- Subregió d'Esmirna (TR31)
  - Província d'Esmirna (TR310)
- Subregió d'Aydın (TR32)
  - Província d'Aydın (TR321)
  - Província de Denizli (TR322)
  - Província de Muğla (TR323)
- Subregió de Manisa (TR33)
  - Província de Manisa (TR331)
  - Província d'Afyonkarahisar (TR332)
  - Província de Kütahya (TR333)
  - Província d'Uşak (TR334)